# Marjan Margadant-van Arcken
Martina Johanna Adelaïde (Marjan) Margadant-van Arcken (Rijswijk, 24 december 1945 – Baarn, 27 juni 2025) was een Nederlands bijzonder hoogleraar natuur- en milieueducatie.
Van Arcken studeerde na haar middelbare school (lyceum) M.O.-A Pedagogiek, filosofie en pedagogiek (Leiden / Utrecht). In 1988 promoveerde ze in Utrecht op het proefschrift Dierenjuf. Natuureducatie en de relatie tussen jonge kinderen en dieren.
De Stichting Bijzondere Leerstoelen Natuurbeheer (van het Prins Bernhard Cultuurfonds) maakte haar aanstelling als bijzonder hoogleraar natuur- en milieueducatie in Wageningen mogelijk. Ze bekleedde die leerstoel van 1999 tot 2002. Ze was daarmee de eerste hoogleraar op dit vakgebied. Prof. dr. M.J.A. Margadant-van Arcken was tevens een van de eerste drie bijzonder hoogleraren die door deze stichting aangesteld werden. De anderen waren Jan P. Bakker en Herman Eijsackers.
Ze overleed eind juni 2025 op 79-jarige leeftijd.